# シー・ムーヴド・スルー・ザ・フェア
「シー・ムーヴド・スルー・ザ・フェア」 (She Moved Through the Fair) あるいは「シー・ムーヴズ・スルー・ザ・フェア」 (She Moves Through the Fair) は、伝統的なアイルランドの民謡であり、いくつもの変種が存在し、何回もレコーディングされている。語り手は彼の恋人が家族が認めるので「私たちの結婚できる日まで長くはありません、恋しい人よ」と話した後で定期市を抜けて離れて行くのを目にする。彼女は夜になって幽霊になって戻り、「私たちの結婚できる日まで長くはありません、恋しい人よ」と繰り返し、（おそらくは結婚を認めない親族の手による）彼女の悲劇的な死と、来世での2人の再会の可能性を暗示する。

## メロディの起源
メロディーはミクソリディア旋法となっている。ジョン・レーズバーグ (John Loesberg) は、「奇妙な、ほとんど東方の響きのメロディーから、古代の空気のように見えます」と推測しているが、その年代を正確に定義はしていない。アイルランドとスコットランドの両方で見いだされたが、曲の断片は最初にロングフォードの詩人パードリック・コラムと音楽学者のハーバート・ヒューズによってドニゴール県で収集された。

## 歌詞の起源と出版
歌詞が最初に出版されたのはブージー・アンド・ホークスから1909年に出版されたヒューズの Irish Country Songs （アイルランドの田舎の歌）においてである。
1970年に『アイリッシュ・タイムズ』紙に掲載された書簡で、コラムは自分が最終節以外のすべての作者だと主張した。コラムはまた、ハーバート・ヒューズがどのように曲を収集したかと、コラム自身が伝統的な最終節を残して、音楽に合うようにいくつかの節を書いたことを説明した。
最初の出版物には1つの節が含まれていなかったが、コラムはすぐにその女性が結婚前に亡くなったという事実を詩に入れていなかったことに気づき、「人々は、2人は結婚していなかったが、1人は決して言われたことのない悲しみを抱えていたと言っていました...」で始まる節を書き、それをヒューズに送ったが、その特定の歌集の出版には間に合わなかった。この追加の節は他の3つの節とともに他の歌集で公開された。歌詞はコラムの歌集 Wild Earth：And Other Poems（『野生の大地：よびその他の詩』、1916年）でも公開されているが、最後の節の伝統的な起源については言及されていない。
しかし、同じ『アイリッシュ・タイムズ』紙の対応の過程で、別の音楽収集家でプロインシアス・オコンライン (Proinsias Ó Conluain) は、「この歌はとても古いものだった」と語り、グレナヴィの籠編み職人の若者からこの歌を教わったという老人が歌う、"She Moved Through the Fair" のほかの3つの節と同じ単語からなる、"She Went Through the Fair" と言う曲を記録したと述べた。

## 異なるバージョン
トラディショナル・シンガー、パディ・タニーはハーバード・ヒューズなどとドニゴールでの文学的な集まりから戻った後、コラムがこの曲をどのように書いたかについて語っている。しかし、タニーは、当時コラムがアイルランド全体に多くのバリエーションを生み出していたオリジナルの伝統的な曲に、メロディーではなく単に歌詞を追加しただけだと言ったほうが正確だと示唆している。
タニー自身は、バーニー・マクガーベイと呼ばれるアイルランドの歌手から1つのバージョンを収集した。このバージョンは "I Once Had a True Love" と呼ばれていた。冒頭の4行は "She Moved Through the Fair" を連想させ、次の4行は紛れもなく類似している。
第1節の歌詞は次のとおり。
I once had a sweet-heart, I loved her so well
I loved her far better than my tongue could tell
Her parents they slight me for my want of gear
So adieu to you Molly, since you are not here
I dreamed last night that my true love came in
So softly she came that her feet made no din
She stepped up to me and this she did say
It will not be long, love, till our wedding day
残りの2節はまったく異なっている。タニーはまた、彼が彼の母親から学んだ曲のバージョンを指しており、彼はそれを "My Young Love Said to Me" と呼んでいた。最初の節は実質的にはコラムの節と同じだが、残りの3つの節はまったく異なっている。
My young love said to me, my mother won't mind
And my father won't slight you for your lack of kine
And she went away from me and this she did say:
It will not be long now till our wedding day.
She went away from me and she moved through the fair
Where hand-slapping dealers' loud shouts rent the air
The sunlight around her did sparkle and play
Saying it will not be long now till our wedding day.
When dew falls on meadow and moths fill the night
When glow of the greesagh on hearth throws half-light
I'll slip from the casement and we'll run away
And it will not be long love till our wedding day
According to promise at midnight he rose
But all that he found was the downloaded clothes
The sheets they lay empty 'twas plain for to see
And out of the window with another went she.

## ヴァリアントと関連する曲
この曲のバリエーションの1つは "Our Wedding Day" である。関連のある "Out of the Window" はサム・ヘンリーによって1930年頃に北アイルランドのマギリガンのエディ・ブッチャーから収集され、1979年に出版された。さらに別の曲 "I Once Had a True Love" も "She Moved Through the Fair" と歌詞を共有しているため、関連性がある見られている。
シンプル・マインズの1989年の曲 "Belfast Child"にも "She Moved Through the Fair" のメロディが取り入れられている。
1990年代には、この曲はアイルランドのミーズ県ラス・ケアンの Comórtas na nAmhrán Nuachumtha（「新しく作曲された曲のコンペティション」）の優勝作品で使用された。曲の主題である Bailéad an Phíolóta（「パイロットのバラード」）は、1989年にアラン・モアの照明のない滑走路で起こった飛行機墜落事故だった。

## 演奏とレコーディング
スコットランド人テナー歌手シドニー・マキューアンはこの曲を1936年に録音し（おそらくこの曲のもっとも初期の商業的にリリースされた録音）、アイルランド人テナー歌手ジョン・マコーマックは1941年に録音した。1952年、民俗学者ピーター・ケネディはマクピーク一家がマーガレット・バリーの "Our Wedding Day" というタイトルのバージョンを歌うのを録音した。このバージョンではフランシス・マクピーク2世が演奏するバグパイプがフィーチャーされている。トラディショナルの歌手パディ・タニーはファーマナ県で "She Moved Through the Fair" を学び、1965年にレコーディングした。1950年代と1960年代にこの曲を歌ったその他の歌手としてはパトリック・ガルヴィン、ドミニク・ビーハン、アン・ブリッグスなどがいる。当時のアイルランドのアイリッシュ・トラヴェラーのコミュニティのメンバー間ではポピュラーなものとなっていた。
フェアポート・コンヴェンションはトラヴェラーのマーガレット・バリー自身がジョン・マコーマックのレコードから学んだ歌のスタイルを用いて1968年にこの曲を録音した。元フェアポート・コンヴェンションのギタリストでソングライターのリチャード・トンプソンはこの曲をコンサートでの通常の演奏曲目に含めている。1973年にアラン・スティーヴェルによる録音も注目に値する。アート・ガーファンクル（元サイモン&ガーファンクル）は自身のアルバム『ウォーターマーク』に特にゴージャスなバージョンを収録した。
映画『マイケル・コリンズ』のサウンドトラックで使われたシネイド・オコナー、トゥリーズ、ナナ・ムスクーリなどのバージョンでは代名詞の性別が変更されており、"He Moved Through the Fair" と歌われている。オコナーとトゥリーズのバージョンでは曲名は元のままだが、ムスクーリは曲名も変えている。2015年のインタビューで、オコナーは性別を変えたことを後悔していると述べている。変更されたバージョンの歌詞のメアリー・ブラックのバージョンでも使用されている。
2016年、BBCのTVシリーズ The Living and the Dead でエリザベス・フレイザーがザ・インセクツとのコラボレーションで歌うこの曲を公開した。
その他の特記すべきバージョン：
- ピート・シーガー：アルバム Love Songs for Friends and Foes (1956)
- メアリー・オハラ：アルバム Songs of Erin (1956)
- ドミニク・ビーハン：アルバム Irish Songs (1958)
- キャロリン・へスター：アルバム Carolyn Hester (1960)
- モーリン・オハラ： "He Moved Through the Fair" として、アルバム Maureen O'Hara Sings Her Favourite Irish Songs (1961)
- デイヴィ・グレアム： EP盤 From a London Hootenanny (1962)
- アン・ブリッグス (1963)
- シャーリ―・コリンズ： EP盤 Shirley Sings Irish (1963)
- オデッタ：アルバム One Grain of Sand (1963)で
- ジーン・レッドパス：アルバム Songs of Love, Lilt and Laughter (1963)
- サイ・グラント：アルバム Cool Folk! で(1964)
- マリアンヌ・フェイスフル：アルバム『妖精の歌 - マリアンヌ・フェイスフル、フォーク・ソングを歌う』North Country Maid で(1966)。アルバム『ブレイジング・アウェイ』Blazing Away (1990)でも再録し、コンサートでもしばし歌った。
- ヤードバーズ：アルバム『リトル・ゲームズ』Little_Games に「ホワイト・サマー」"White Summer"として、クレジットされていないデイヴィ―・グレアムの編曲で(1967)
- ドナル・ドネリー：アルバム Take the Name of Donnelly (1968)
- トゥリーズ：アルバム Garden of Jane Delawney (1970)
- アルフレッド・デラーとデズモンド・デュプレ：アルバム Folk Songs (1972)[19]
- サザーランド・ブラザーズ；アルバム The Sutherland Brothers Band に、"I Was In Chains" の曲名と、完全に異なる歌詞で(1972)
- ジェレミー・ブレット：Twiggy (1975)
- ロジャー・ウィテッカー：アルバム Folksongs of Our Island Volume 1 (1977)
- ブレンダ・ウートンとジョン・ザ・フィッシュ：アルバム So Long (198?)
- アラン・スティーヴェル：アルバム Chemins de Terre (1973)
- キングズ・シンガーズ：アルバム Watching the White Wheat – Folk Songs of the British Isles (1985)
- ロリーナ・マッケニット：アルバム『エレメンタル』Elemental (1985)とライブアルバム『ナイツ・フロム・ジ・アルハンブラ』Nights from the Alhambra (2007)
- ポール・ヤング:アルバム The Secret of Association でサザーランド・ブラザーズの "I Was In Chains" として(1985)
- バーバラ・ディクソン：アルバム The Right Moment (1986)
- アイレス・イン・ギャザ：アルバム Back from the Rains (1986)
- ペンタングル:アルバム『イン・ザ・ラウンド』In the Round (1986)
- オール・アバウト・イヴ：デビュー・アルバム『イヴの序曲』All About Eve (1988)
- ヴァン・モリソンとザ・チーフタンズ：アルバム『アイリッシュ・ハートビート』 Irish Heartbeat で(1988)。ライヴ・バージョンはビデオ Van Morrison: The Concert に収録(1990)
- ベンジャミン・ラクソン：アルバム Simple Gifts: Benjamin Luxon and Bill Crofut sing Folks Songs at Tanglewood (1990)
- レッド・ツェッペリン：コンピレーション・アルバム Led Zeppelin (1990)で、"White Summer/Black Mountain Side"（クレジットされていないデイヴィ・グレアムの編曲 / クレジットされていない "Black Water Side" のバート・ヤンシュによる編曲）として
- フィアガル・シャーキー：アルバム Songs from the Mardi Gras (1991)
- ダグ・アンソニー・オールスターズ：発売されなかったアルバム Blue (1991)
- モイア・ブレナン (1992)
- ジャム・ネイション：アルバム Way Down Below Buffalo Hell にキャロライン・ラヴェルの編曲で(1993)
- ヘイゼル・オコナー (1995)
- キャロル・ヌーナン：Absolution (1995)
- ボーイゾーン：アルバム『ディファレント・ビート』A Different Beat (1996)
- マイク・オールドフィールド：アルバム『ヴォイジャー』Voyager (1996)
- マギー・ライリー：アルバム『エレーナ』Elena (1996)
- ザ・キングズ・シンガーズ：アルバム Spirit Voices で(1997)
- バート・ヤンシュ：アルバム Toy Balloon で(1998)
- シェイン・マガウアン・アンド・ザ・ポープス：シングル Rock 'N' Roll Paddy のB面として(1998)
- サラ・ブライトマン："He Moved Through the Fair" の曲名で(1998)
- アラン・ハッカーとトニー・コー："One Star Awake" の曲名で、アルバム Sun, Moon and Stars (1999)
- チャーリー・ザーム：アルバム The Celtic Balladeer で(1999)
- シャルロット・チャーチ：アルバム『シャルロット・チャーチ』 Charlotte Church (2000)
- オーラ・ファロン：アルバム The Water Is Wide (2000)
- B-トライブ：アルバム ¡Spiritual, Spiritual! (2001)
- アンドレアス・ショル：アルバム『アニー・ローリー～フォークソング集』 Wayfaring Stranger (2001)
- アンソニー・カーンズ：アルバム The Very Best of the Irish Tenors (2002)
- ジョン・ラングスタッフ：アルバム Nottamun Town: British and American Folk Songs (2003; 1950年代の音源のリマスター)
- ウェイン・ショーター：アルバム『アレグリア』Alegría にインストゥルメンタルバージョンとして(2003)
- ロリー・ギャラガーとバート・ヤンシュ：ギャラガーのアルバム『ホイールズ・ウィズイン・ホイールズ』Wheels Within Wheels (2003)
- ケルティック・ウーマン：同名のデビューアルバム Celtic Woman (2004)
- エンター・ザ・ハギス：アルバム Casualties of Retail (2005)
- ヘイリー・ウェステンラ：アルバム『オデッセイ』Odyssey (2005)
- ドノヴァン：ボックスセット Try for the Sun: The Journey of Donovan (2005)
- ジョン・マーティン：アルバム London Conversation - Remastered (2005)
- キューランズ・ハウンド：アルバム One for the Road (2006)
- マイケル・ロンドラ：アルバム Celt (2006)
- マジェラ・オドネル：アルバム At Last (2006)
- ライズ・メイリオン：アルバム Celticae – Cymru, Alba, Eire (2007)
- スクーター：アルバム The Ultimate Aural Orgasm 収録の曲 Ratty's Revenge の中で(2007)
- カラ・ディロン：アルバム Hill of Thieves (2009)
- カミラ・カースレイク：同名のデビューアルバム Camilla Kerslake (2009)
- シボーン・オーウェン：アルバム Celestial Echoes (2009)
- ナイル・ウルフ：アルバム Home Ground (2009)
- フィオニュアラ・シェリー：アルバム Songs From Before (2010)
- ジム・コーズリー：アルバム Dumnonia に "Devonshire variant" として(2011)
- アンドレア・コアー：アルバム Celtic Skies (2012)
- アーボーレタム：アルバム Covered In Leaves (2012)
- メディ―ヴァル・ベイブス：アルバム The Huntress (2012)
- ジョニー・ローガン：アルバム The Irish Connection 2 (2013)
- ジョシュ・グローバン:アルバム All That Echoes (2013)
- ケルティック・サンダー：アルバム Mythology (2013)
- ピーター・ホーレンス：アルバム Peter Hollens (2014)
- 10,000マニアックズ：アルバム Twice Told Tales (2015)
- トニー・クリスティとラナグリ：アルバム The Great Irish Songbook (2015)
- ノー・キャリア―：EP EP, "Ghosts of the West Coast (2015)